# Władysław Marcinkowski
Władysław Marcinkowski (ur. 16 czerwca 1858 w Mieszkowie, zm. 10 grudnia 1947 w Poznaniu) – polski rzeźbiarz.

## Życiorys
Był synem szewca. Pierwsze nauki w kierunku rzeźby pobierał w Wieczorowej Szkole Rysunków i Modelowania w Poznaniu pod kierunkiem Mariana Jaroczyńskiego, następnie studiował w Berlinie i Paryżu. Jednym z jego nauczycieli w Paryżu był Cyprian Godebski. W okresie paryskim, a następnie berlińskim (osiadł w Berlinie ok. 1890), utrzymywał kontakty z mieszkającymi na emigracji Polakami, szczególnie artystami, wielokrotnie wykonując rzeźby portretowe. Brał także udział w Salonach paryskich oraz konkursach rozpisywanych w Polsce (konkursy na medaliony wieszczów rozpisane przez Poznańskie Towarzystwo Przyjaciół Nauk, konkurs na fontannę przed gmachem Zachęty w Warszawie – II nagroda w 1900, konkurs na pomnik Chopina w Warszawie – II nagroda w 1909). Ok. 1905 przeniósł się do Sowińca, gdzie zarządzał majątkiem rodu Taczanowskich oraz pracował we własnym atelier rzeźbiarskim.
Był członkiem Towarzystwa Przyjaciół Sztuk Pięknych w Poznaniu, członkiem jego władz i stałego jury konkursowego. Działał także w Stowarzyszeniu Artystów Wielkopolskich. Od 1914 mieszkał na stałe w Poznaniu; miał własną pracownię, a w latach 1926–1939 był dyrektorem Wielkopolskiego Muzeum Wojskowego. W 1929 organizował Dział Sztuki na Powszechnej Wystawie Krajowej w Poznaniu. 50-lecie pracy artystycznej Marcinkowskiego zostało uczczone nagrodą artystyczną miasta stołecznego Poznania w 1929.
Zmarł 10 grudnia 1947 w Poznaniu, pochowany na cmentarzu Zasłużonych Wielkopolan (kwatera 6-63).

## Twórczość
Reprezentował rzeźbę realistyczną, w pewnym okresie twórczości (ok. 1890–1914) skłaniając się także ku symbolizmowi i secesji. Tworzył przede wszystkim rzeźby portretowe, m.in. zaprzyjaźnionych wielkopolskich rodzin ziemiańskich (Zofii Mycielskiej, Zofii i Elizy Taczanowskich, Anzelma Chłapowskiego i innych). W 1899 wykonał pierwszy w Polsce pomnik Słowackiego, wystawiony w Miłosławiu z fundacji Józefa Kościelskiego. Niektóre inne prace:
- rzeźby w katedrze poznańskiej: Chrystus wręczający klucze św. Piotrowi (1893), nagrobek arcybiskupa Dindera, sarkofag kardynała Ledóchowskiego
- rzeźba Atlasa – zwieńczenie kopuły pałacu w Lubostroniu (koniec XIX w.)
- postaci wyobrażające cztery stany dźwigające trumnę św. Wojciecha (katedra w Gnieźnie)
- figury świętych i Zwiastowanie (konkatedra św. Stanisława BM w Ostrowie Wlkp.)
- Chrystus z portalu i figura Serca Jezusowego z ołtarza kościoła Najświętszego Serca Jezusa i św. Floriana na Jeżycach (dziś w Poznaniu)
- Merkury i Herkules na fasadzie Banku Przemysłowców w Poznaniu
- popiersia Karola Marcinkowskiego i Stanisława Staszica
- figury dziewczyny i chłopca w strojach ludowych przed nieistniejącym pomnikiem Mickiewicza w Poznaniu
- popiersie Juliusza Słowackiego do parku Marcinkowskiego w Poznaniu (1923)
- nagrobek arcybiskupa Stablewskiego (1935)
- medaliony i plakiety portretowe (m.in. Heleny Modrzejewskiej, Ignacego Domeyki, Kazimierza Jarochowskiego, Fryderyka Chopina, Ksawerego Zakrzewskiego)
- pomnik Adama Mickiewicza w Śmiełowie (1931)
- pomnik Atlasa dla pałacu Mielżyńskich w Pawłowicach, przeniesiony do Leszna, dzisiaj zaginiony
- rzeźba Modlitwa trzech stanów.

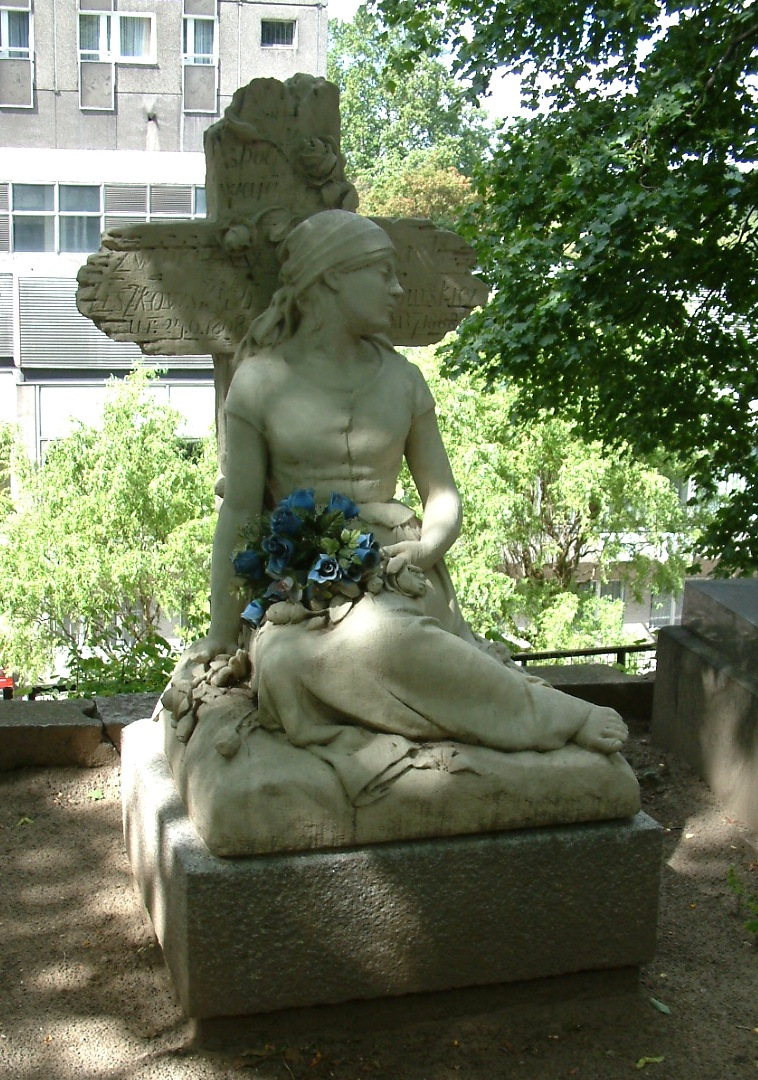
Nagrobek Anieli z Liszkowskich Dembińskiej na cmentarzu Zasłużonych Wielkopolan w Poznaniu, wykonany w 1889
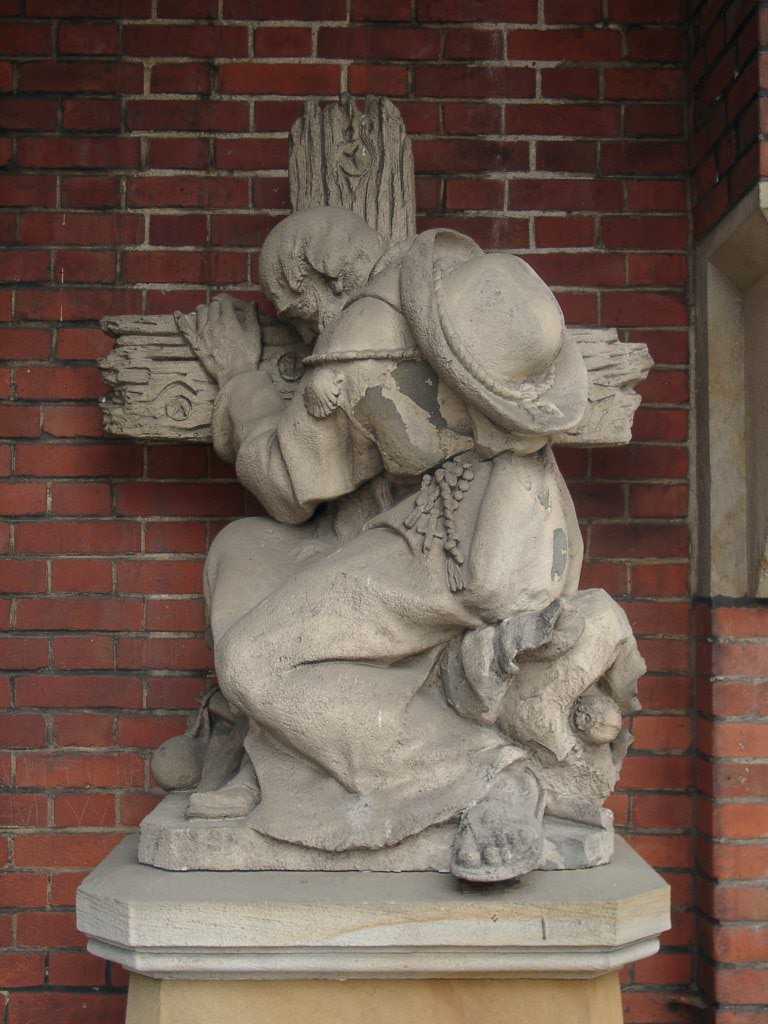
Pielgrzym Władysława Marcinkowskiego w krużganku konkatedry w Ostrowie Wielkopolskim, wykonany w 1890
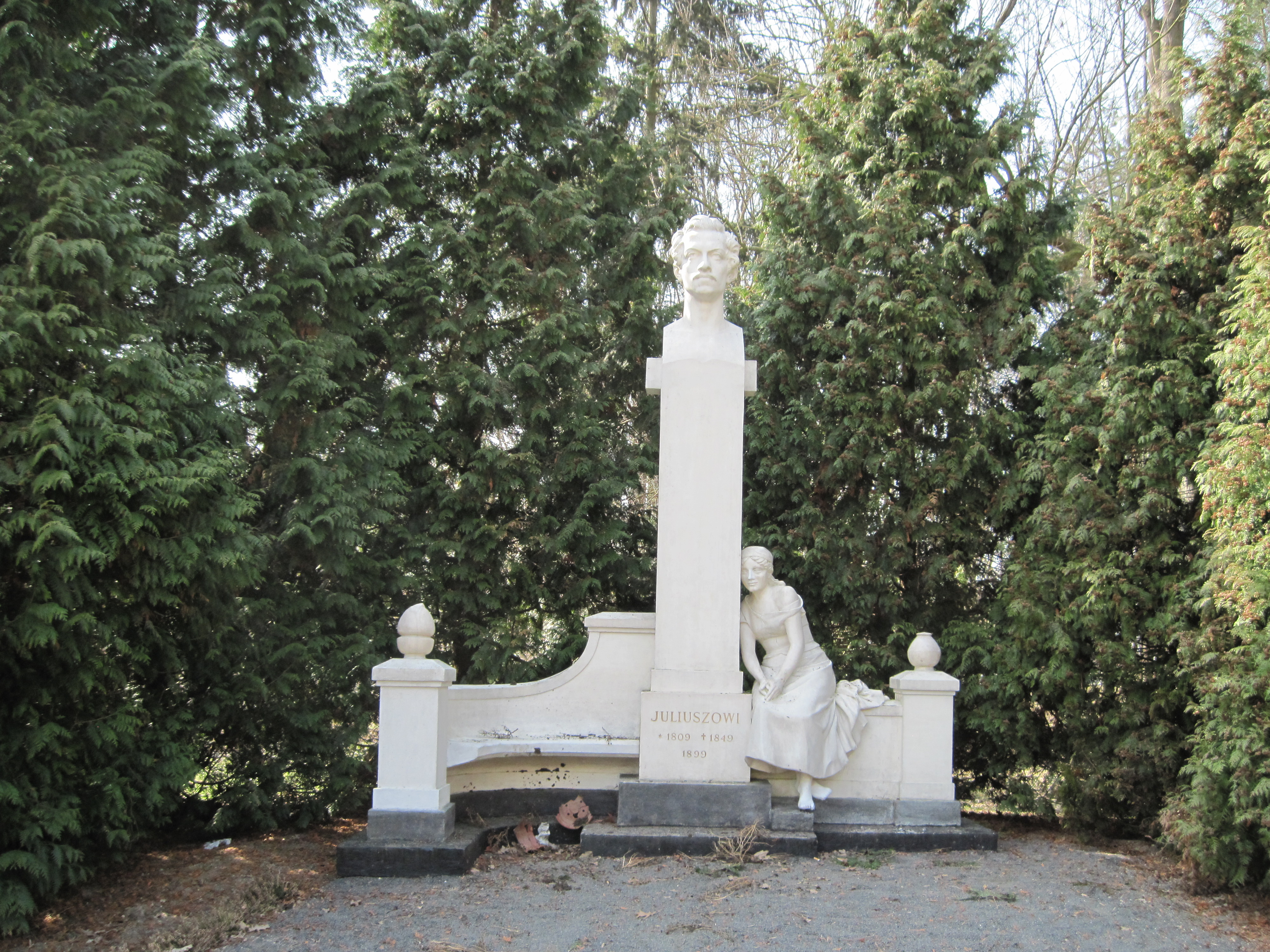
Pomnik Juliusza Słowackiego w Miłosławiu, wykonany w 1899

## Ordery i odznaczenia
- Krzyż Oficerski Orderu Odrodzenia Polski (2 maja 1923)[2][3]
- Złoty Krzyż Zasługi (11 listopada 1936)[4]